# 644. pehotni polk (Wehrmacht)
Za druge 644. polke glejte 644. polk.
644. pehotni polk (izvirno nemško Infanterie-Regiment 644) je bil eden izmed pehotnih polkov v sestavi redne nemške kopenske vojske med drugo svetovno vojno.

## Zgodovina
Polk je bil ustanovljen 10. marca 1940 kot polk 9. vala kot Landesschützen-Regiment Oberost v Krakovu iz deželnih strelcev; polk je bil del 358. pehotne divizije.
23. avgusta istega leta sta bila razpuščena štab in III. bataljon; I. in II. bataljon sta bila razporejena k Heimatwachu za potrebe straže vojnih ujetnikov v Freisingu.